# Yosonduu
Yosonduu är en ort i Mexiko.   Den ligger i kommunen San Juan Mixtepec -Dto. 08 - och delstaten Oaxaca, i den sydöstra delen av landet, 280 km sydost om huvudstaden Mexico City. Yosonduu ligger 2 228 meter över havet och antalet invånare är 218.
Terrängen runt Yosonduu är kuperad österut, men västerut är den bergig. Runt Yosonduu är det ganska glesbefolkat, med 32 invånare per kvadratkilometer. Närmaste större samhälle är Santiago Juxtlahuaca, 16,9 km nordväst om Yosonduu. I omgivningarna runt Yosonduu växer huvudsakligen savannskog.